# Atari VCS (2021年のゲーム機)
Atari VCSは、アタリが2021年に一般発売した家庭用ゲーム機。

## 概要
当初は「Ataribox」という仮称だったが、2018年3月19日に正式名称が発表された。Linux搭載のオープンシステムで往年の名作を楽しめるようになっておりストリーミング、アプリ、ソーシャル、ウェブ閲覧、音楽などの機能も備えている。当初は実現を危ぶむ声もあったが、クラウドファンディングのIndiegogoで資金調達する。本体にはアタリのレトロゲームが搭載されている。
海外では2019年5月30日に、日本でも6月1日に予約が開始され、2019年7月に出荷開始予定とされていた。
しかし、最終量産デザインの公開とともに2019年下半期に延期され、販売が2020年までずれ込むという報道もあった。公式は、2020年3月に発売されるゲーム機であるとしていた。
さらに新型コロナウイルス感染症（COVID-19）流行により再延期され、その後ローンチタイトルと2020年秋に発売することが発表。ただし年末という報道もあり、12月24日までに発送したいとしている。さらにその後、2021年初頭に出荷予定とされた。
2020年12月、アタリはIndiegogoのバッカー（支援者）向けにAtari VCSの発送を開始した。
2021年6月15日にアメリカ合衆国で一般発売することが決まった。